# Iwona Kozłowska (Diplomatin)

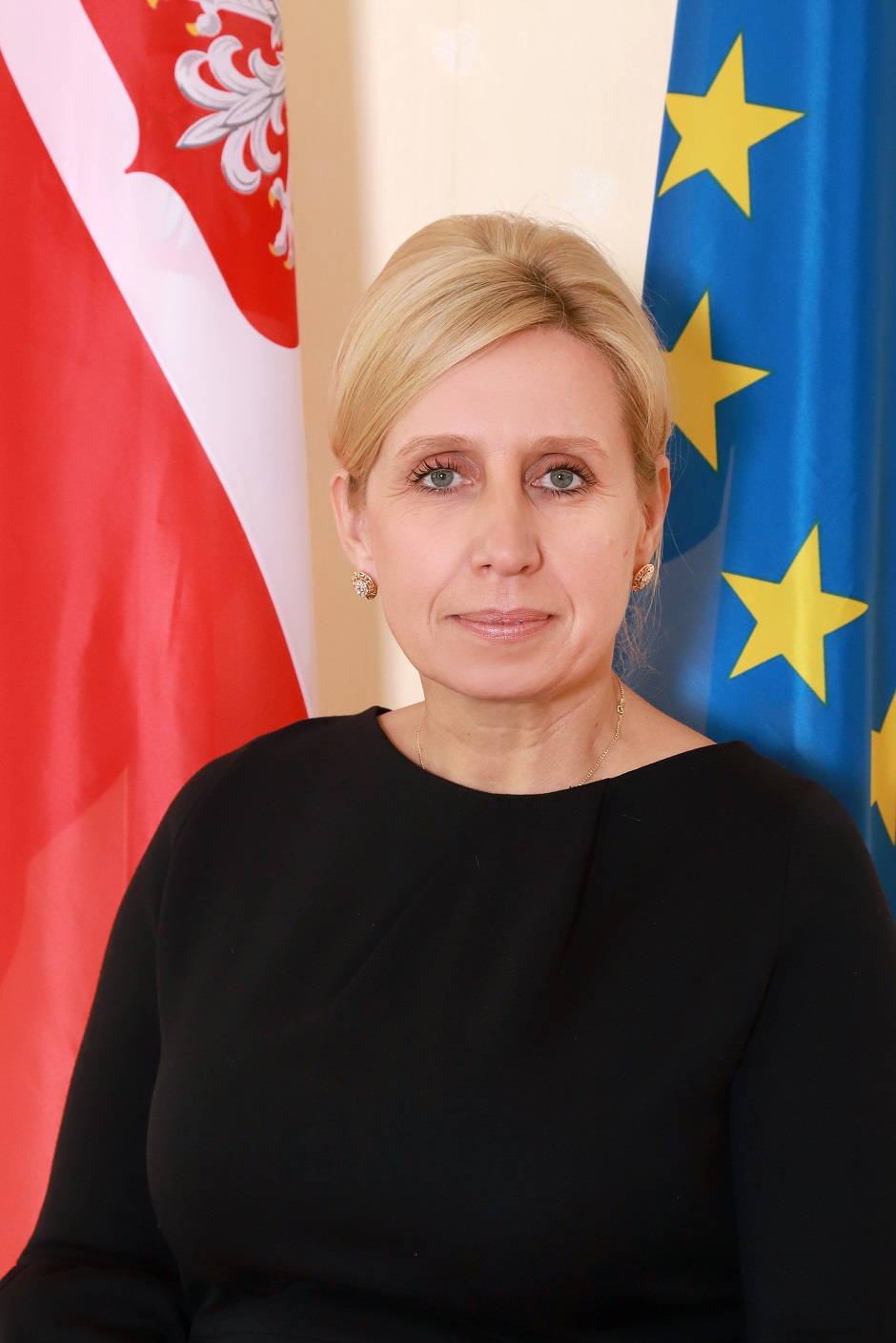
Iwona Kozłowska (2020)

Iwona Kozłowska ist eine polnische Diplomatin und Botschafterin. Sie war seit Oktober 2020 bis Juni 2024 Botschafterin der Republik Polen in der Schweiz und in Liechtenstein. Von 2007 bis 2012 arbeitete sie an der Polnischen Botschaft in Berlin.

## Berufsweg
Iwona Kozłowska absolvierte ein Studium der Germanistik an der Universität Breslau und einen Master in Europastudien an der Rheinisch-Westfälischen Technischen Hochschule Aachen. Neben einem Studienaufenthalt an der Grand Canyon University in Phoenix war sie auch der Ruhr-Universität Bochum und der Universität Heidelberg. Am Internationalen Parlamentarischen Praktikumsprogramm des Deutschen Bundestags nahm Kozłowska 1997/1998 teil.
Kozłowska trat in den diplomatischen Dienst der Republik Polen ein und wurde 1999 stellvertretende Direktorin des Polnischen Instituts in Berlin. In der Außenpolitischen Abteilung des polnischen Präsidialamts war sie von 2001 bis 2005 Expertin für Westeuropa und das Weimarer Dreieck. Sie wechselte bis 2007 in den Bereich deutschsprachige Länder der Europaabteilung des Außenministeriums. Anschliessend arbeitete Kozłowska als Erste Botschaftsrätin in der Abteilung Politik an der Botschaft in Berlin, deren Leitung sie 2011 übernahm. Im folgenden Jahr kehrte sie nach Polen zurück und wurde bis 2014 stellvertretende Direktorin des Büros des Regierungsbeauftragten für Internationalen Dialog in der Kanzlei des Ministerpräsidenten. Sie war Initiatorin und Autorin des Konzepts der Ausstellung «Odwaga i pojednanie» (Mut und Versöhnung), die vom Museum der Geschichte Polens in Krzyżowa (Kreisau) gezeigt wurde.
Im Außenministerium stieg Kozłowska in der Abteilung für die Zusammenarbeit mit Auslandspolen von einer Sektionsleiterin zur Direktorin auf. Mit dem Archiv der Polnischen Akademie der Wissenschaften initiierte sie das Programm «Polacy światu» (Die Polen für die Welt) sowie die Projekte «Polonia for Neighbours» (Polonia für Nachbarn) und «Poland at Your Home» (Polen bei dir zu Hause). Präsident Duda zeichnete Kozłowska 2019  mit dem Goldenen Verdienstkreuz der Republik Polen (Złoty Krzyż Zasługi) für ihren Beitrag zum polnischen Auslandsdienst aus. Im selben Jahr erhielt sie auch die polnische Pro-Patria-Medaille.
Iwona Kozłowska wurde am 13. Oktober 2020 zur außerordentlichen und bevollmächtigten Botschafterin der Republik Polen in der Schweiz akkreditiert. Der Präsident hatte sie am 25. August 2020 zur Nachfolgerin von Jakub Kumoch in der Schweizerischen Eidgenossenschaft sowie im Fürstentum Liechtenstein ernannt. Am 30. Juni 2024 beendete sie die Mission in der Schweiz.
Kozłowska spricht Deutsch sowie Englisch und verfügt über Grundkenntnisse des Französischen und Russischen. Sie hat einen Sohn und eine Tochter.

## Belege
1. 1 2 3 4 5  gov.pl: Botschafterin Iwona Kozłowska. (abgerufen am 10. Mai 2020)
2. ↑  gov.pl: Ambasador Iwona Kozłowska. (abgerufen am 10. Mai 2020)
3. ↑  Geschäftsträger - Polen in der Schweiz - Portal Gov.pl. Archiviert vom Original am 26. Juli 2024; abgerufen am 26. Juli 2024.

| Personendaten    | Personendaten                          |
| ---------------- | -------------------------------------- |
| NAME             | Kozłowska, Iwona                       |
| KURZBESCHREIBUNG | polnische Diplomatin und Botschafterin |
| GEBURTSDATUM     | 20. Jahrhundert                        |